# Seborgia vietnamica
Seborgia vietnamica is een vlokreeftensoort uit de familie van de Seborgiidae. De wetenschappelijke naam van de soort is voor het eerst geldig gepubliceerd in 2009 door Jaume, Sket & Boxshall.